# Makten, visheten och kvinnan
Makten, visheten och kvinnan är en samling med efterlämnade anteckningar av Hjalmar Söderberg, i urval av Herbert Friedländer. Boken är utgiven på Albert Bonniers Förlag i Stockholm 1946.
Hjalmar Söderberg avled i Köpenhamn den 14 oktober 1941 under den tyska ockupationen av Danmark under andra världskriget. Efter Söderbergs död publicerades Sista boken (1942) och Ur glömskan (1943) liksom Samlade verk i tio band (1943).

## Bokens tillkomst
Boken innehåller många av Hjalmar Söderbergs aforismer. Titeln till boken är hämtad från en novell skriven 1913 och publicerad i Söndags-Nisses julnummer samt i Skrifter IX (1921) och Samlade verk VIII (1943).  
Av Hjalmar Söderbergs anteckningsböcker – så kallade annaler – finns 12 bevarade i Göteborgs universitetsbibliotek. De innehåller nedkastade idéer, excerpter, repliker och utkast av skilda slag samt förarbeten till de religionshistoriska arbetena. I stor utsträckning är dessa anteckningsböckers innehåll tryckta i olika sammanhang. Ett urval av detta material har använts i boken.

## Innehållsförteckning
- Inledning
- Personligt
- Utkast och idéer
- Filosofiskt
- Religionsproblemet
- "De usla makterna i tiden"